# Географический факультет МГУ
Географи́ческий факульте́т МГУ — один из факультетов Московского государственного университета имени М. В. Ломоносова, основанный в 1938 году.

## История
В Московском университете в XVIII веке сведения по географии традиционно входили в курс лекций по статистике — науке, занимавшейся описанием европейских государств. Этот курс читался (с 1757) на кафедре истории философского факультета. В 1776 году профессор Х. А. Чеботарёв опубликовал первый в России учебник по географии и статистике «Географическое методическое описание Российской империи, с надлежащим введением к основательному познанию земного шара и Европы вообще». В конце XVIII века в программу преподавания на философском факультете был введён постоянный курс всеобщей географии и статистики. Уставом 1804 года на словесном факультете были введены кафедра всемирной истории, географии и статистики и кафедра истории, географии и статистики Российского государства. Уставом 1835 года был изменён порядок преподавания географии в университете: науки о Земле, понимаемые как часть физики, были переданы на кафедру физики и физической географии физико-математического факультета. Курс физической географии выделялся в самостоятельную кафедру в период 1863—1884 годов, но по сути вплоть до начала XX века преподавание географии являлось лишь дополнительным к другим физическим предметам до основания в 1900 году самостоятельной кафедры физической географии и метеорологии, которую возглавил профессор Э. Е. Лейст, основатель Физико-географического института Московского университета.
В 1876 году по инициативе профессора А. П. Богданова было получено разрешение Министерства народного просвещения на открытие на физико-математическом факультете кафедры антропологии (капитал в 25 тыс. рублей для этого был пожертвован университету при посредничестве ОЛЕАЭ меценатом К. Ф. фон Мекком). Для руководства этой кафедрой Богданов рекомендовал своего ученика Д. Н. Анучина, который (с 1880) приступил к чтению в Московском университете первого в России курса антропологии. В 1881 году Д. Н. Анучин был утверждён приват-доцентом кафедры антропологии. Курс антропологии читался Д. Н. Анучиным в качестве факультативной дисциплины (1881—1884).
Уставом 1884 года существование кафедры антропологии на физико-математическом факультете не было предусмотрено. Вместо этого устав учредил кафедру географии и этнографии на историко-филологическом факультете. С ноября 1884 года Д. Н. Анучин был назначен экстраординарным профессором на новой кафедре, которой он заведовал бессменно вплоть до 1919 года. В 1888 году кафедра была передана физико-математическому факультету Московского университета.
В период 1907—1917 годов физико-математический факультет Московского университета выпустил по географической специальности около 100 человек, причём основная доля выпускников пришлась на годы 1-й мировой войны (в 1916 году — 37 человек). В конце XIX — начале XX века на кафедре географии и этнографии получили образование выдающиеся географы, внесшие значительный вклад в развитие отечественной и мировой географии: Л. С. Берг, А. С. Барков, А. А. Борзов, А. Н. Джавахишвили, Б. Ф. Добрынин, А. А. Крубер, И. С. Щукин

### Предыстория
- 1884 — Д. Н. Анучиным основана кафедра географии и этнографии на историко-филологическом факультете Московского университета
- 1888 — кафедра географии и этнографии переведена на физико-математический факультет
- 1919 — кафедра географии и этнографии была разделена на отдельные кафедры географии и антропологии (кафедру антропологии продолжал возглавлять Д. Н. Анучин, а кафедра географии стала основой будущего географического факультета МГУ)[5]
- 1922 — создание НИИ географии при физико-математическом факультете МГУ[6], в котором сконцентрировалась научная работа МГУ в области географии
- 1926 — разделение геолого-географического отделения физико-математического факультета на два отделения: географическое и почвенно-геологическое
- 1929 — выделение старейшей кафедры экономической географии на географическом отделении механико-математического факультета
- 1930 — из физико-математического факультета выделен биологический факультет с почвенно-географическим отделением
- 1932 — географическое отделение стало самостоятельным подразделением МГУ
- 1933 — в результате реорганизации создан почвенно-географический факультет
- 1938 — из почвенно-географического факультета выделен самостоятельный географический факультет[5].

### Хронология
23 июля 1938 года на основании решения Всесоюзного комитета по делам высшей школы в Московском университете был создан географический факультет.
1938 — разделение почвенно-географического факультета на геолого-почвенный и географический (Приказ МГУ № 109 от 23.07.1938). На факультете в то время обучалось 625 студентов. В это время в составе факультета были кафедры:
- общей физической географии (Б. П. Орлов)
- физической географии зарубежных стран (А. И. Добрынин)
- физической географии СССР (А. И. Соловьёв)
- экономической географии СССР (Н. Н. Баранский)
- экономической географии капиталистических стран (И. А. Витвер)
- картографии и геодезии, созданная ещё в 1932 году на географическом отделении физико-математического факультета Московского университета[7] (П. В. Дензин)
- научно-исследовательский институт географии (С. Л. Луцкий)

1941 — Во время войны отряд ученых и студентов добровольцами ушел на фронт, в память о них на 18 этаже установлена мемориальная доска.
Факультет вместе с МГУ был эвакуирован в Ашхабад, а затем в Свердловск. В Москве работал филиал факультета. В 1943 — МГУ возвратился в Москву.
Создание и руководство кафедр
- 1943 — кафедра гидрологии и гидрографии, с 1953 — гидрологии суши (С. Д. Муравейский)
- 1944 — кафедра геоморфологии (И. С. Щукин), с 1987 геоморфологии и палеогеографии (Л. Г. Никифоров).
- 1944 — кафедра метеорологии и климатологии (Б. П. Алисов)
- 1944 — кафедра географии северных стран, с 1967 — криолитологии и гляциологии (В. Г. Богоров)
- 1946 — кафедра палеогеографии, с 1953 — включена в состав кафедры общего землеведения (К. К. Марков), в дальнейшем объединена с кафедрой общей физической географии, стала кафедрой общей физической географии и палеогеографии (К. К. Марков), в 1987 реформирована в кафедру рационального природопользования (А. П. Капица), а отделение палеогеографии передано кафедре геоморфологии.
- 1946 — кафедра геоботаники (В. Н. Сукачёв), с 1953 — биогеографии (А. Г. Воронов)
- 1946 — кафедра географии почв (И. П. Герасимов), с 1974 — геохимии ландшафтов и географии почв (М. А. Глазовская)
- 1947 — из кафедры экономической географии капиталистических стран были выделены кафедры географии демократических стран Азии и географии стран народной демократии Европы, с 1953 — объединены в составе кафедры экономической географии стран народной демократии (И. А. Витвер). С 1968 — кафедра экономической и социальной географии социалистических стран, в 1991 реформирована в кафедру географии мирового хозяйства (Н. С. Мироненко).
- 1949 — кафедра истории географических наук (К. А. Салищев), с 1953 — кабинет истории географии (А. И. Соловьёв). В 1969 — кабинет был включен в состав кафедры физической географии СССР.
- 1953 — кафедра океанографии, позднее переименована в кафедру океанологии (А. Д. Добровольский)
- 1953 — кафедра общего землеведения. В 1968 — объединена с кафедрой общей физической географии в единую кафедру общей физической географии и палеогеографии, с 1987 — рационального природопользования[8].
- 2004 — из кафедры географии мирового хозяйства выделена кафедра рекреационной географии и туризма (В. И. Кружалин).

1 сентября 1953 года факультет начал работу в новом здании МГУ на Ленинских горах (Главное здание МГУ).
В 1953 году по новой структуре МГУ в состав географического факультета входили 14 кафедр, 2 учебно-научные станции (Красновидовская и Хибинская), Музей землеведения МГУ (до 1955).
В 1988 году на факультете училось 1095 студентов, работало 122 профессора и преподавателя и 547 научных работника. Было 14 кафедр, 24 кафедральные и 4 проблемные лаборатории, 25 хозяйственно-договорных подразделений (партий и полевых отрядов), 7 учебно-научных станций.

### Деканы
Деканы факультета по годам вступления в должность:
- 1938 — директор НИИ географии МГУ, доцент Луцкий, Семён Львович (и. о.)[10]
- 1940 — профессор Орлов, Борис Павлович (акад. АПН РСФСР с 47 г.)
- 1941 — доцент Гедымин, Андрей Войцехович (и. о. октябрь — ноябрь)[11]
- 1941 — профессор Витвер, Иван Александрович (в эвакуации)
- 1943 — доцент Карандеева, Мария Виссарионовна (и. о. в эвакуации)
- 1943 — доцент Соловьёв, Александр Иванович (и. о.)
- 1943 — профессор Муравейский, Сергей Дмитриевич
- 1945 — профессор Марков, Константин Константинович (акад. АН СССР с 70 г.)
- 1955 — профессор Рябчиков, Александр Максимович
- 1966 — чл.-корр. АН СССР Капица, Андрей Петрович
- 1970 — профессор Рябчиков, Александр Максимович
- 1980 — профессор Рычагов, Георгий Иванович
- 1990 — академик РАН Касимов, Николай Сергеевич
- 2015 — академик РАН Добролюбов, Сергей Анатольевич

## Структура факультета
Ежегодно на 15 кафедрах обучаются более 1100 студентов и около 200 аспирантов, оканчивают географический факультет около 230 специалистов.
На факультете 9 научно-исследовательских лабораторий, 4 учебно-научных баз, 1 учебно-научная станция, 1 учебная база, 28 кафедральных лабораторий; работают 4 специализированных совета, принимающие к защите докторские и кандидатские диссертации по всем географическим специальностям. Среди множества именных стипендий, учрежденных для лучших студентов МГУ, четыре — Н. М. Пржевальского, Н. Н. Миклухо-Маклая, Д. Н. Анучина и К. А. Салищева — ежегодно присуждаются студентам-географам за большие успехи в учёбе и исследовательской работе.

### Сотрудники
В настоящее время географический факультет МГУ — педагогический и научный коллектив географов. Общий штат сотрудников около 780 человек. На факультете работают 2 академика РАН, 6 членов-корреспондентов РАН, около 90 профессоров и докторов наук, более 300 кандидатов наук. Среди ученых — лауреаты Государственной премии СССР, Государственной премии РФ, премии Правительства РФ, Заслуженные деятели науки РСФСР и РФ, лауреаты Ломоносовской премии МГУ за научную работу и педагогическую деятельность, Анучинской премии и др.

### Кафедры
- Биогеографии
- Географии мирового хозяйства
- Геоморфологии и палеогеографии
- Геохимии ландшафтов и географии почв
- Гидрологии суши
- Картографии и геоинформатики
- Криолитологии и гляциологии
- Метеорологии и климатологии
- Океанологии
- Рационального природопользования
- Рекреационной географии и туризма
- Физической географии мира и геоэкологии
- Физической географии и ландшафтоведения
- Кафедра социально-экономической географии зарубежных стран
- Кафедра экономической и социальной географии России

Лаборатории
- Аэрокосмических методов
- Возобновляемых источников энергии
- Геоэкологии Севера
- Комплексного картографирования
- Новейших отложений и палеогеографии плейстоцена
- Регионального анализа и политической географии
- Снежных лавин и селей
- Устойчивого развития территории
- Эрозии почв и русловых процессов

### Научные базы и станции
- Учебно-научные базы: Сатинская, Хибинская, Эльбрусская, Красновидовская.
- Учебно-научная станция: Устьянская.
- Учебная база: Озеры.
- Закрытые: Усть-Енисейская УНС, Туралинская (Дагестанская) УНС, Геленджикская УНС, Карпатская УНС[13].

## Учебный план
Учебный план включает 4 блока учебных дисциплин — гуманитарные, фундаментальные естественные и фундаментальные географические курсы, учебные курсы по специализации.
В число гуманитарных дисциплин входят: история Отечества, философия, экономика и территориальная организация общества, экономика природопользования, социология, иностранные языки и др.
Фундаментальные естественные дисциплины — высшая математика, физика, химия, биология, основы экологии, природопользования, геоинформатика.
Фундаментальные географические дисциплины — введение в географию, геоморфология с основами геологии, метеорология с основами климатологии, общая гидрология, биогеография, география почв, ландшафтоведение, география населения с основами демографии, страноведение, топография, картография, физическая география материков и океанов, физическая география России и сопредельных территорий, география мирового хозяйства, экономическая и социальная география России, экономическая и социальная география мира и др.
Дисциплины специализации зависят от профиля кафедр факультета. Важное место в этом блоке занимают вопросы изучения антропогенного изменения компонентов природной среды, мониторинга, географо-экологических экспертиз, проблемы рационального использования природных ресурсов. На последнем курсе магистратуры студенты могут сдавать кандидатские экзамены по философии и иностранному языку.
Лучшие выпускники факультета и других вузов могут поступить в конкурсную и целевую аспирантуру со сроком обучения 3 года. После защиты диссертационной работы им присуждается ученая степень кандидата географических наук.
Теоретические курсы дополняются полевыми учебными практиками. Для всех студентов независимо от их будущей специальности по окончании 1 курса проводится общегеографическая практика на Сатинской учебно-научной базе в Калужской области продолжительностью 9 недель. По окончании 2 курса студенты проходят специализированную учебную практику, отвечающую профилю кафедры. Полевые учебные практики занимают не менее четверти учебного времени.
Будущие специалисты проходят учебные и производственные практики на учебных стационарах в Подмосковье, на Кавказе, в Карелии, Хибинах, в низовьях Енисея, на побережье Каспия, в различных государственных и коммерческих структурах.